# Добронь-Дужи
Добронь-Дужи (пол. Dobroń Duży) — село в Польщі, у гміні Добронь Паб'яницького повіту Лодзинського воєводства.
Населення — 410 осіб (2011).
У 1975-1998 роках село належало до Серадзького воєводства.

## Демографія
Демографічна структура станом на 31 березня 2011 року:
|          | Загалом | Допрацездатний вік | Працездатний вік | Постпрацездатний вік |
| -------- | ------- | ------------------ | ---------------- | -------------------- |
| Чоловіки | 200     | 46                 | 128              | 26                   |
| Жінки    | 210     | 42                 | 116              | 52                   |
| Разом    | 410     | 88                 | 244              | 78                   |